# 애리아니 설레스트
애리아니 설레스트(Arianny Celeste, 1985년 11월 12일 - )는 미국의 링걸 및 여자 모델이다. 그녀는 미국의 격투기 대회인 UFC의 대표 옥타곤 걸이다.

## 어린 시절
애리아니 셀레스티의 본명은 애리아니 설레스트 퍼넬러피 로페스(Arianny Celeste-Penelope Lopez)이며 미국 네바다주 라스베이거스 출신이다. 필리핀인 아버지와 멕시코인 어머니 사이에서 태어났다. 엘도라도 고등학교를 졸업하고 네바다 대학교에 들어간 그녀는 경영학과 영양학을 공부하였다.

## 경력
애리아니 셀레스티는 2006년 하드록 호텔에서 열린 UFC 대회에서 옥타곤 걸로 데뷔하였다. 그녀는 맥심, FHM등 미국 잡지 등에서 모델 화보를 찍었다. 그리고 플레이보이에서 전라를 공개하기도 했다.